# Schloss Matzdorf (Pommern)
Schloss Matzdorf befindet sich in Maciejewo in der Woiwodschaft Westpommern in Polen. Das Schloss wird heute als Hotel genutzt und ist eines der schönsten Beispiele für die pommerschen Tudorstil. Mit seinem achteckigen Turm, Erkern und Zinnenkränzen  erinnert das Schloss an eine mittelalterliche Burg.

## Geschichte
Matzdorf gehörte im Mittelalter den von Viesen und Peterdorf. Herzog Bogislaw X. belehnte 1477 Carsten von Flemming mit dem Dorf. Matzdorf wurde Stammsitz eines lokalen Zweiges der von Flemming, die zum pommerschen Uradel zählten.
Die von Viesen hatten im Ort eine Burg errichten lassen, die sich vermutlich im westlichen Teil des Ortes am Pogrimsee (Jezioro Lechickie) befand. Archäologisch lässt sich feststellen, dass diese Burg ein mehrstöckiger Wohnturm war, der von Erdwällen umgeben war. Nach einer Sage war die Burg von einem Grafen bewohnt, der die Dorfbewohner für kleinste Vergehen grausam in einer Folterkammer bestrafte.
Die mittelalterliche Burg wurde vermutlich im 17. Jahrhundert zugunsten eines zeitgemäßen Herrenhauses abgetragen. Mittelalterliche Wehranlagen blieben bis ins 18. Jahrhundert erhalten. Seeseits wurde ein terrassenförmiger Lustgarten angelegt. Das Herrenhaus wurde 1868 abgetragen.
Ab 1896 war Paul Hasso Tam von Flemming Besitzer. Er wandelte das Gut Matzdorf zusammen mit Burow in ein Fideikommiss um und ließ 1899 bis 1900 das heutige Schloss errichten.
Im Inneren ist besonders der Speisesaal bemerkenswert, der demjenigen des Schlosses Dresow ähnelte, von dem die damalige Schlossherrin stammte. Einige Räume haben heute noch originale Wandtäfelungen und Stuckdecken. Künstlerisch wertvoll sind auch die Kaminöfen im Turmzimmer und im Gartensalon.